# 死神來了3
是一部2006年上映的超自然恐怖電影，為2003年上映的《絕命終結站2》之續集，並是絕命終結站系列的第三部作品。電影由首部電影導演黃毅瑜執導，並再次由編劇搭檔葛倫·摩根和黃毅瑜合作編寫。電影主演為瑪麗·伊莉莎白·文斯蒂德和瑞恩·莫里曼，時間設定於首部電影的五年後，雖然劇情方面和前兩部作品相連接，但仍然作為一部新佈局、新人物之獨立電影。
這部電影災難設定為「遊樂園雲霄飛車脫軌事故」，劇情仍然採取前兩部的故事套路，由瑪麗·伊莉莎白·文斯蒂德飾演的女主角預見到事故發生，和一部分人離開雲霄飛車，在事故於現實發生後，同樣遭受死神糾纏不放。電影上映後獲得中等評價，其中部分死亡場景以及瑪麗·伊莉莎白·文斯蒂德的演出獲贊，許多人認為雖然技術方面超越前作，但仍然沒有為系列注入新元素。電影最終獲得超預算的1.17億美元之票房成績，高出系列首作，而電影繼續衍生出兩部續集《絕命終結站4》和《絕命終結站5》，分別於2009年和2011年上映。

## 劇情
高中生溫蒂·克莉絲汀森和她的男友傑森·懷斯、最好朋友凱莉·德雷爾和其男友凱文·費雪、等其他同學在一所遊樂園進行高中畢業前最後一次校外活動。當她們準備乘坐名為「惡魔航班」的雲霄飛車時，溫蒂突然進入“預知幻象”，預見到這輛雲霄飛車會因為車輪鬆脫所導致的安全機件故障，最後發生脫軌而殺死她在內的所有乘客。溫蒂從現實驚醒後因恐慌而哭著要下車，一部分人也跟著一起下車；當中包括凱文、情同姐妹的兩位好友艾許莉·佛伊德和艾希琳·哈普林、校友法蘭基·奇克斯、體育健將路易斯·羅密歐、以及一對哥特風情侶伊恩·麥金利和艾琳·烏瑪。所有人離開不久，雲霄飛車便和溫蒂所預知的如出一轍而發生故障、全車人身亡，受害者包括坐在最前的傑森和凱莉，為溫蒂和凱文雙雙帶來打擊。
幾星期後，溫蒂因傑森的死之悲痛而無法參加畢業典禮，而凱文剛好調查到六年前發生的180號班機失事倖存者集體死於離奇意外的未解懸案，認為溫蒂的狀況可能跟事件一樣。但溫蒂因打擊過大，認為凱文是在嘲笑她，便無視他的推論而回去宿舍，開始和她關係不好的妹妹朱莉獨處。與此同時，艾許莉和艾希琳在一家美容院使用日曬床做日光浴時，沒有理會店面不准帶飲料進去的規矩，而飲料杯滴水漏進電源插座導致短路而溫度飆高，加上她們倆因為艙蓋被掉下的木架卡住而打不開，一同被困其中慘被活活燒死。兩者下葬後，溫蒂開始相信凱文的推論，透過調查180號班機失事以及一年後發生的23號高速公路連環車禍的線索，她發現這次死亡預兆來自於她在遊樂園當晚所拍下的一系列照片，死亡順序則是他們在雲霄飛車上從前到後的座位號。
溫蒂開始和凱文合作拯救其他倖存者，兩人開到一間快餐店的領餐車道上點餐前，因後方一輛無人駕駛的卡車駛下來，直接撞出凱文汽車引擎排氣扇，剛好絞碎排在前方領餐的法蘭基的後腦勺；其死亡對應照片當中他頭後方出現的電風扇。而後，路易斯在體育館做負重訓練時，他無視溫蒂和凱文的警告，最後未知兩把展示大刀落下來切斷他訓練的器具的纜繩，導致他被器具砸碎頭身亡；其死亡同樣對應照片內容。伊恩和艾琳在一家電器倉庫工作時，溫蒂及時拯救伊恩免受一系列落下的木頭砸死，但同時導致死神跳過伊恩、讓艾琳摔倒後被她身後的釘子槍打入數根釘子致死。
溫蒂查看照片時發現佩戴手鏈的朱莉也曾在雲霄飛車上，意識到朱莉即將下一個死後，立刻前往小鎮建立三百週年慶典上救她，而一輛灰色廂車跟在她後面。在慶典上當保安的凱文跟溫蒂會面後，朱莉緊接著被一匹受驚的馬的繩索纏住，凱文及時展開營救、沒讓她撞上一台大型耖。然而該馬隨後扯斷一根旗杆、飛出來擊穿朱莉的朋友派莉；其曾在雲霄飛車上坐在朱莉身後。溫蒂及時救下本將被一罐漏氣的丙烷罐炸死的凱文，三人準備逃離卻撞上伊恩，其將艾琳之死怪罪於溫蒂，因此跟來這邊以確保溫蒂會死，而剛剛一系列連鎖反應導致煙火發射出來，擊中高空作業平台，隨即塌下來將伊恩砸成兩半。
事情過去五個月，如今上大學的溫蒂和她的校友們搭乘地鐵，她再度看見一系列預兆後感到不安而決定下車，但她剛好遇見朱莉而決定留在車上。溫蒂同時注意到凱文坐在車廂後方，預感到事故將發生卻為時已晚，列車瞬間脫軌而翻車殺死全車乘客。朱莉被飛出來的車輪砸死，凱文在隧道和列車碰撞之下被絞碎致死，唯獨倖存的溫蒂緊接著也被另一輛開來的列車撞死。但此景象其實又是溫蒂的預知幻象，當他們三人試圖緊急停車時，车厢画面变暗，緊接著傳來金屬摩擦的聲音。

## 角色
| 演員                                           | 角色                              | 備註                                                                                                 |
| 瑪麗·伊莉莎白·文斯蒂德 Mary Elizabeth Winstead | 溫蒂·克莉絲汀森 Wendy Christensen | 麥金利高中高年級學生兼畢冊編輯師，於畢業前陪朋友去遊樂園遊玩時，偶然成為預見到雲霄飛車事故的預知者。 |
| 瑞恩·莫里曼 Ryan Merriman                      | 凱文·費雪 Kevin Fischer           | 溫蒂最好朋友凱莉的男友，在雲霄飛車事故前和溫蒂共同下車，女友死後和溫蒂一起合作逃避死亡厄運。         |
| 克里斯·萊姆奇 Kris Lemche                      | 伊恩·麥金利 Ian McKinley          | 哥特風的高中生，溫蒂的同學，他的姓氏和小鎮名與學校名一樣而讓人印象深刻。                             |
| 艾莉茲·約翰森 Alexz Johnson                    | 艾琳·烏瑪 Erin Ulmer              | 伊恩的女友，打扮同樣是哥特風格，同是雲霄飛車的乘客。                                                 |
| 亞曼達·克魯 Amanda Crew                        | 朱莉·克莉絲汀森 Julie Christensen | 溫蒂的妹妹，和姐姐關係並不好，性格比較放肆、追求刺激。                                               |
| 山姆·伊斯頓 Sam Easton                         | 法蘭基·奇克斯 Frankie Cheeks      | 頭腦骯髒的畢業生，於一年前就已畢業，但為了泡妞而回到遊樂園偷拍女生。                                 |
| 德克薩斯·巴特爾 Texas Battle                   | 路易斯·羅密歐 Lewis Romero        | 高中體育健將，為人比較自大狂妄，完全不在乎自己的生命。                                               |
| 齊蘭·西蒙斯 Chelan Simmons                     | 艾許莉·佛伊德 Ashley Freund       | 高中風雲女生，穿著暴露、個性愚笨，但對朋友真誠。                                                     |
| 克莉絲朵·洛爾 Crystal Lowe                     | 艾希琳·哈普林 Ashlyn Halperin     | 艾許莉情同姐妹的好友，無論是穿著還是興趣，都和她幾乎一搭一唱。                                       |
| 傑斯·摩斯 Jesse Moss                           | 傑森·懷斯 Jason Wise              | 溫蒂的男友，一向尊重溫蒂，卻因坐在雲霄飛車最前頭而慘死於災難中。                                     |
| 吉娜·荷登 Gina Holden                          | 凱莉·德雷爾 Carrie Dreyer         | 凱文的女友，溫蒂的最好朋友，同樣死在雲霄飛車上。                                                     |
| 瑪姬·馬 Maggie Ma                              | 派莉·瑪琳沃斯基 Perry Malinowski  | 華裔女學生，話不多，朱莉的最好朋友之一。                                                             |

前兩部中出現的東尼·陶德雖然沒有再次以驗屍官身份出現，但他這次聲演雲霄飛車惡魔雕像的廣播聲音以及片尾地鐵上的廣播聲。

## 反響

### 评论
- 在知名评论网站烂番茄上，只获得了46%的好评度，和前两部同系列的电影好评度同样的負評[3]。
- 英国广播公司的评分网站上给予了罕见的負評。在总分为5星的基础上，只给了1星的成绩。相比之下这个系列的第1部电影得了4星，第2部得了3星[4]。

### 票房
这部电影在票房成绩上取得了惊人的成功，自从2006年2月10日这部电影在美国2,880个剧场同时公映，首周票房就达到了1,900万美元，每个剧院平均6,940美元。在同期放映的电影中排名第2，到了2006年4月16日为止这部电影的美国国内票房总值高达54,098,051美元。在此之后这部电影又在海外获得了超过5,900万美元的票房，使它的全球票房高达113,270,608美元，超过了同一系列的前两部电影。

## 家庭DVD
互動式結局功能收錄於DVD內，選擇不同設定然後播放，會令劇情，角色死法以及結局出現變化。

### 《絕命終結站2》另一結局
互動式結局另一版本結局裏出現一份報章，而報章內容透露金柏莉為了撿她的外套而被捲入故障的碎木機後，湯瑪斯跑去救她，結果兩人雙雙被捲入碎木機攪碎而死。